# José Luis de la Granja Sainz
Pour les articles homonymes, voir La Granja et Sainz.
José Luis de la Granja Sainz (Almadén, 27 septembre 1954), est un historien espagnol, professeur d'histoire contemporaine à l'université du Pays Basque,, connu pour ses travaux sur la Seconde République espagnole, la guerre civile espagnole et le nationalisme basque,,, ses recherches sur ce dernier sujet faisant autorité,.
Il est auteur d'œuvres comme Nacionalismo y II República en el País Vasco: estatutos de autonomía, partidos y elecciones: historia de Acción Nacionalista Vasca, 1930-1936 (1986), su tesis doctoral, réédité en 2008,, El nacionalismo vasco: un siglo de historia (1995),, El siglo de Euskadi: el nacionalismo vasco en la España del siglo XX (2003), El oasis vasco: El nacimiento de Euskadi en la República y la Guerra Civil (2007),,,, Breve historia de Euskadi: de los Fueros a la Autonomía (2010) avec Santiago de Pablo et Coro Rubio Pobes,, entre autres. Il a également été coordinateur de Manuel Tuñón de Lara: el compromiso con la historia, su vida y su obra (« Manuel Tuñón de Lara : l'engagement pour l'histoire, sa vie et son œuvre », 1993) et Tuñón de Lara y la historiografía española (« Tuñón de Lara et l'historiographie espagnole », 1999), deux hommages à la figure de l'historien Manuel Tuñón de Lara, entre autres ouvrages collectifs.